# 倪文才
倪文才（1955年12月—），江蘇高郵人，中共官僚，最高官階為同時兼任高郵市委（縣級市）副書記和高郵市政協主席（2007）。2006年專書《故事里的故事——1931年高邮特大洪灾和运堤修复历史再现纪实》考證1931年江淮水災。熱心集郵，中华全国集邮联合会理事（2007-?）。

## 早年
1982年1月南京師範學院（今南京師範大學）思想政治教育專業畢業，授法學士（註：即馬克思主義理論的教育學，在中國屬法學）。澳大利亞麦考瑞大学經濟學碩士。1984年起歷任副市長（分管民政）、常務副市長、市委副書記。

## 收養棄婴政策
任高郵市副市長（民政）期間，涉獵「涉外收養」業務。2005年11月，倪文才与高郵市民政局商量，给每一个国外收养家庭寄一张圣诞贺卡，反響正面。

## 集郵
倪文才是位於高郵的中国集邮家博物馆的名譽館長。

## 引用文獻
1. ↑  . 高邮市档案局網站. 2008-01-31  [2020-05-18]. （原始内容存档于2020-05-13）.
2. 1 2  . 中国工人出版社. 2006年7月: 封面內頁. 封面內頁的照片，. 孔夫子舊書網. 2019-09-05  [2020-05-18]. （原始内容存档于2020-05-13）.
3. ↑  胡剑东,任仁. . 今日高邮. 2007-07-31.
4. 1 2  . 凤凰网资讯. 2010-09-01  [2020年5月18日]. （原始内容存档于2019年10月30日）.原刊於公共外交季刊.
5. ↑  金飞声. . 中华全国集邮联合会網站. 2018-05-09  [2020-05-18]. （原始内容存档于2020-05-13）.